# 24h
24h – dziesiąta studyjna płyta nagrana przez Formację Nieżywych Schabuff. Wydana w 2008 roku nakładem wydawnictwa Dream Music.

## Lista utworów
źródło:
1. "Ty" – 3:56
2. "Ławka" – 3:23
3. "Ultra-natural" – 3:39
4. "Tak widzę ją" – 3:01
5. "Robot" – 3:32
6. "Przez chwilę" – 3:48
7. "Tacy sami jak Ty" – 3:07
8. "Digital raj" – 3:48
9. "Ludzie z klasą" – 3:58
10. "Myślman" – 4:26

## Twórcy
źródło:
- Aleksander Klepacz – śpiew
- Wojciech Wierus – gitara
- Jacek Otręba – instrumenty klawiszowe
- Marcin Pożarlik – gitara basowa
- Marcin Serwaciński – perkusja

## Single
1. "Ty" – 4:09
2. "Ławka" – 3:22
3. "Przez chwilę" – 3:49